# Textilanyagok újrahasznosítása
A textilanyagok újrahasznosítása a fenntartható fejlődés és a körforgásos gazdaság egyik fontos tényezője.
A textilanyagok újrahasznosítása a gyártási hulladékok és az elavult, kiselejtezett textíliák újbóli felhasználását vagy feldolgozását jelenti. Ennek többféle módja is van:
- a gyártási folyamat bármely fázisában keletkező hulladékok újrafeldolgozása textilgyártásra (a textilanyagok akár többször is újra meg újra feldolgozhatók, de a tapasztalat azt mutatja, hogy legfeljebb 3 újrafeldolgozás lehetséges anélkül, hogy a szálak oly mértékben károsodnának, hogy többet már nem alkalmasak használható termék készítésére),
- a gyártási hulladékok más irányú felhasználása,
- a megunt, de még használható állapotú textiltermékek más helyen történő újbóli felhasználása (pl. használt ruhák jótékony célú átadása, vagy kereskedelmi értékesítése),
- a tönkrement textiltermékek textilipari célra történő újbóli feldolgozása,
- a tönkrement, kiselejtezett textiltermékek felhasználása a textiliparon kívüli célokra,
- a textilhulladékok és tönkrement, kiselejtezett textiltermékek megsemmisítése.

A korszerű törekvés az, hogy amit lehet, újból valamilyen gyártási folyamat alapanyagaként hasznosítsanak, vagy az olyan készárukat, amik még használhatók, újból értékesítsenek vagy jótékony célra elajándékozzanak. Az ilyen irányú tevékenységeket foglalja össze a textilanyagok újrahasznosítása fogalomköre. Ily módon ez az irányzat egyezik a körforgásos gazdaság elvével.

## Gazdasági háttér
A szálasanyagok textilipari feldolgozása jelentős anyag-, energia-, víz- és munkaerő-ráfordítást igényel és egyes folyamataiban erősen környezetszennyező hatású. Ha az anyag bármilyen formában a szemétlerakóba kerül, az előállításához felhasznált ráfordítások mind kárba vesznek. Ha elégetik azokat, legalább energiatermelésre hasznosíthatók. A természetben lebomló szerves anyagok (pl. a természetes szálasanyagból készült textíliák) komposztálhatók és így a mezőgazdaságban, kertészetben hasznosíthatók.
A textilanyagok újrahasznosítása esetében az erőforrások kíméléséről és a hulladékképződés csökkentéséről van szó. A hulladékképződést lehetőleg el kell kerülni, de teljes megakadályozása nem lehetséges. Az azonban elérhető, hogy a lehető legkevesebb erőforrást kelljen igénybe venni, és hogy az anyagokat a lehető leghosszabb ideig lehessen körforgásban tartani.
A világ textilipara évente mintegy 100 millió tonna – a világ 7,7 milliárd főnyi népességére számítva fejenként 13 kg – szálasanyagot dolgoz fel. Ennek legnagyobb része – kb. 64%-a – szintetikus szálasanyag (főleg poliészter), 24%-a pamut.
Ennek az óriási mennyiségű textilanyagnak a zöme – mintegy 43%-a – ruházati cikk formájában jelenik meg. A háztartási és lakástextíliák 33%-ot, a műszaki és egészségügyi, higiéniai termékek 24%-ot képviselnek. Valamennyi olyan terület, amely mind a gyártásban, mind a használatban jelentős mennyiségű hulladék képződésével jár. Különösen fontosak ezen belül a megunt vagy elhasználódott ruházati cikkek, amelyeket legtöbbször kidobnak.
Az USA-ban például több mint 15 millió tonna textilhulladék képződik évente, amiből 2,62 millió tonnát újra feldolgoznak, 3,14 millió tonnát elégetnek energiatermelés céljára, 10,46 millió tonna a szemétlerakókba kerül. Egy átlagos amerikai évente kb. 40 kg használt ruhaneműt dob ki.
Az Európai Unió textiliparában a becslések szerint évi 16 millió tonna hulladék keletkezik. Ennek nagy részét hulladéklerakókba szállítják vagy elégetik, ami jelentős káros környezeti hatással és magas költségekkel jár. A hulladék által tartalmazott értékes erőforrások is elvesznek.
Magyarországon évi 60–80 ezer tonna ruhát dobnak a szemétbe, 1500 tonnát helyeznek el gyűjtőkonténerben. Ennek 60–70%-át külföldön (főleg afrikai országokban) értékesítik, 15–20%-át újrahasznosítják (géprongyok, kárpitosipari termékek, geotextíliák, ipari vatta, szigetelőanyag stb. formájában), a többit elégetik.
A fenntarthatóság szempontjából mindenképpen fontos, hogy a textilhulladékoknak vagy a szükségtelenné vált textiltermékeknek legalább egy részét megmentsék attól, hogy a szemétbe kerüljenek, vagy elégessék azokat, amit lehet, mentsenek meg az újrahasznosítás, újrafeldolgozás céljára.

## Újrahasznosítás, újrafeldolgozás
Az újrahasznosítás tulajdonképpen nem új találmány. Már régi szokás, hogy a kinőtt gyermekruhákat szülők egymás között csereberélik. A kézműiparban készülő rongyszőnyegeket is szövethulladékokból állítják elő. A fonodák a fonal- és szálhulladékokat kártolt fonási eljárással régen vigonyfonalakká dolgozták fel.
Egyes textilhulladékok közvetlenül is felhasználhatók más célokra. Ilyenek lehetnek például az elhasznált függönyök, törülközők, ponyvák, nemezek, sziták stb. anyagai. Ha eredeti céljuknak elhasználódásuk folytán már nem is felelnek meg, még meglévő tulajdonságaik alapján kevés előkészítési munka ráfordításával másutt még hasznosíthatók lehetnek (pl. géprongynak, kárpitoskelléknek, geotextíliának, párnatöltetnek, patchwork munkák készítésére stb.).
A ruházati termékek legnagyobb része divatcikk, amit sok esetben csak nagyon rövid ideig használnak, utána feleslegessé válnak. Egy ruhadarab átlagos kihordási ideje kb. 3 év. Jobbmódú emberek ezeket kidobják, vagy jobb esetben elajándékozzák. Sok készruhát semmisítenek meg a gyárak az el nem adott készletből is. Egyre erőteljesebb az az irányzat, hogy az ilyen, általában jó minőségű ruhadarabokat begyűjtik és felajánlják jótékony célra, vagy szegényebb országokba juttatják, ahol azok teljes értékűeknek számítanak.
A hulladék újrafeldolgozása szempontjából különbséget kell tenni a fonalgyártási hulladékok, a szabászati hulladékok és a fogyasztóközönségtől begyűjtött hulladék ruhadarabok feldolgozása között.
A fonalgyártási hulladékokat általában maga a fonoda dolgozza fel, kisebb értékű fonalak gyártására. A szabászati (kelme-) hulladékokat – anyag szerinti válogatás után – fel kell tépni, szálakká kell bontani, megtisztítani, színteleníteni vagy átszínezni, és így lehet belőlük új fonalat fonni. Itt nehézséget okoz, hogy ezek a kelmedarabok igen sok esetben különböző nyersanyagok különböző arányú keverékeiből állnak (pl. pamut és poliészter, gyapjú és poliészter stb.). Ha ilyen keverékből pl. tiszta pamutfonalat kívánnak előállítani, először szét kell választani a pamut- és a poliészterszálakat. Erre megvannak a kémiai módszerek. Más keverékeknél más módszerekre van szükség – ilyen irányban is intenzív kutatások folynak.
A kész ruhadarabokat az újrafeldolgozáshoz ugyancsak feltépik, megtisztítják, újraszínezik vagy eredeti színüket eltávolítják. Itt – az anyagösszetételek különbözősége mellett – nehézséget okoz, hogy például a varrócérna más anyagú, mint az alapkelme, vagy a bevarrt cipzárt, gombokat, csatokat, címéket a feltépés előtt el kell távolítani. A végeredmény itt is a tépés után keletkező szálhalmaz, amely fonásra alkalmas, ha az így készült fonal mechanikai tulajdonságait tekintve általában nem is teljesen egyenértékű az eredeti, „szűz” szálasanyagból készült termékkel.

## Textilhulladék-gyűjtés és -feldolgozás Magyarországon
A magyarországi textilhulladék gyűjtésének (0,8–0,9 kg/fő/év) hatékonysága jelentősen elmarad a nyugat-európai országok teljesítményétől (8–9 kg/fő/év).  A 
Textilhulladékokat csak a hulladékudvarokon lehet leadni. Vannak adományboltok, ahol használt ruhaneműket le lehet adni, ezek a ruhadarabokat felújítva, kitisztítva viszonylag olcsó áron eladják.
A 2023. július 1-jén hatályba lépett A textiltermék hulladékával kapcsolatos hulladékgazdálkodási tevékenységek részletes szabályai című 275/2023 Korm. rendelet – ahogy címe is mutatja – a textiltermékből származó hulladékkal kapcsolatos tevékenységekre terjed ki és meghatározza a textilterméket a fogyasztónak átadó, értékesítő gazdálkodó szervezet (forgalmazó) és a textiltermék hulladékának gyűjtésére szolgáló gyűjtőedény elhelyezését biztosító forgalmazó vagy települési önkormányzat (szervezet) feladatait.  A rendelet a ruházati árucikkekre, kellékekre és tartozékaikra, a lakástextíliákra és a textíliából készült lábbelikre, lábszárvédőkre és hasonló árukra (kivéve: lábbelirész) terjed ki.
E rendelet szellemében a MOL csoport keretében jött létre 2023-ban a MOHU MOL Hulladékgazdálkodási Zrt. – röviden: MOHU –, amely 35 évre állami koncessziót kapott a hulladékgazdálkodás hazai egységesítésére és fejlesztésére. Célja az, hogy a jelenleg a feldolgozatlanul maradt, tehát zömében elásott hulladéknak – ami a teljes mennyiség 60%-a – 2030-ig 10%-ra csökkentse és az újrafeldolgozást 32%-ról 65%-ra növelje. Ennek keretében néhány éven belül országszerte 6000 konténert helyeznek ki arra a célra, hogy a lakosság a fölöslegessé vagy hulladékká vált ruhadarabjait és egyéb textíliáit azokban helyezze el az újrahasznosítás elősegítésére. A MOHU ennek megfelelően részletes listát tett közzé azokról a gyűjtőhelyekről, ahol használt ruhákat lehet leadni. A Textrade Kft. textilhulladék-gyűjtő konténereinek fellelhetősége itt található.
A legnagyobb hazai hulladékfeldolgozó a Temaforg Zrt., a Tesa Kft. és a Textrade Kft., ezek ipari hasznosítású termékeket (ipari vattát nemszőtt textíliák gyártásához, paplan- és párnatöltet, boxzsák-töltetet, géprongyok stb.) készítenek a hulladékból. Kisebb cégek dísztárgyakat, divatcikkeket állítanak elő, sok esetben megváltozott munkaképességű embereknek adva munkát.
Közép-Európa egyik legnagyobb textil újrahasznosító üzeme a székesfehérvári Textrade Kft., amely a Nyugat-Európából (Anglia, Svájc, Ausztria, Hollandia, Németország, Olaszország) származó használt ruhák szétválogatásával, minőségi osztályozásával foglalkozik és azokat belföldön és külföldön értékesíti. Azokat a textíliákat, amelyek eredeti felhasználási céljuknak már nem felelnek meg, géprongy céljára hasznosítják, vagy feltépik és mint aprítékot értékesítik geotextíliaként, például lóversenypályák építéséhez.
Nagy lendületet adott a használt, de még jó állapotban levő ruhaneműk újrahasznosításának 2022–2023 folyamán az ukrajnai menekültek számára a magyar lakosság körében folytatott széleskörű gyűjtés, amit főleg a különböző világi és vallási szeretetszolgálatok szerveztek.

## További információ
- INTERREG – ENTeR tájékoztató. Textilhulladék és újrahasznosítás. A textilhulladék kezelésének és újrahasznosításának stratégiai menetrendje
- Lázár Károly: A textilhulladékok hasznosításának kilátásai
- Kutasi Piroska (2013). „Ruházati termékek életciklus elemzése és újrahasznosítási lehetőségei”. Magyar Textiltechnika LXVI (2), 76-78. o.
- Országgyűlés Hivatala: Textilhulladék (A Képviselői Információs Szolgálat Infojegyzete). (Hozzáférés: 2024. augusztus 25.)